# جاك باري (لاعب كرة قاعدة)
جاك باري (بالإنجليزية: Jack Barry) هو لاعب كرة قاعدة أمريكي، ولد في 26 أبريل 1887 في ميريديان في الولايات المتحدة، وتوفي في 23 أبريل 1961 في Shrewsbury, Massachusetts ‏ في الولايات المتحدة.

## وصلات خارجية
- جاك باري على موقعبيزبول رفرنس.كوم (الدوري الرئيسي) (الإنجليزية)
- جاك باري على موقع جمعية أبحاث البيسبول الأمريكية (الإنجليزية)